# ترناوا (راشکا)
ترناوا (به صربی: Trnava) یک منطقهٔ مسکونی در صربستان است که در راشکا واقع شده‌است. ترناوا ۲۵۹ نفر جمعیت دارد.